# Killarney Motor Racing Complex
Il Killarney Motor Racing Complex è un circuito automobilistico, sito nel sobborgo omonimo di Città del Capo, in Sudafrica. È stato inaugurato nel 1947, ed è sede del Western Province Motor Club.

## La storia
Il circuito nasce dall'acquisto, da parte del Metropolitan Motor Cycle and Car Club, di un tratto di strada verso Malmesbury nei pressi del Potsdam Out. Il tratto veniva utilizzato, dopo la seconda guerra mondiale, per delle gare e, successivamente dopo l'acquisto, venne trasformato in un vero e proprio circuito. Di forma pressoché triangolare, venne successivamente ampliato e portato alla lunghezza di 1,65 km. All'epoca le gare venivano svolte in senso antiorario.
Nella stagione 1959-1960 fu riammodernato secondo gli standard definiti dalla FIA per ospitare le vetture di Formula 1 da 1500 cm³, previste all'epoca. Il disegno del nuovo tracciato venne ideato da Edgar Hoal, pilota e ingegnere, che supervisionò anche la costruzione dell'impianto.
La prima gara di Formula 1, ma non valida per il campionato del mondo, il Cape Grand Prix, venne tenuta sul tracciato fu il 1º gennaio 1960. Ha ospitato in seguito, per molte stagioni, delle prove valide per il Campionato sudafricano di Formula 1.
Dal 2017 il circuito ospita la prova del Sud Africa valida per Campionato del mondo rallycross su un circuito lungo 1,067 km

## Il circuito
La pista è lunga 3,267 km, con nove curve. Dopo il rettilineo dei box vi è un ampio curvone a sinistra (Conti) che immette in un breve rettilineo chiuso da una curva a destra (Oval). Due veloci curve (la seconda chiamata Shell) immettono in un altro breve rettilineo. Una veloce curva a destra (la Sabat) immette nel più lungo rettilineo, raccordato da quello dei box con una curva a destra (la Vodacom). Si viaggia in senso orario.
Il complesso ospita anche un kartodromo, una striscia per i dragster (che utilizza in parte il rettifilo dei box) e una pista per il motocross.